# Vs. (альбом Mission of Burma)
Vs. — дебютный студийный альбом американской постпанк-группы Mission of Burma, выпущенный в октябре 1982 года лейблом Ace of Hearts. Это единственный полноформатный студийный альбом, выпущенный группой в 1980-х — и до 2004 года, вскоре после его релиза она распалась из-за ухудшения слуха у гитариста Роджера Миллера.

## История создания
В отличие от мини-альбома Signals, Calls, and Marches (1981), отличавшегося доступностью звучания, Vs. задумывался музыкантами как пластинка, которая будет отражать хаос и шум, характерные для их живых выступлений. Группа записывала альбом в студии Normandy Sound (Род-Айленд), внутри огромного помещения, чтобы максимально передать концертное звучание.
Характерной особенностью материала является большое количество электронных и плёночных звуковых эффектов, подготовленных участником группы Мартином Своупом.
Гитарист Mission of Burma Роджер Миллер считал Vs. лучшей записью группы и одним из величайших рок-н-ролльных альбомов, из когда-либо созданных.

## Отзывы критиков
| Оценки критиков               | Оценки критиков |
| Источник                      | Оценка          |
| ----------------------------- | --------------- |
| AllMusic                      | [ 1 ]           |
| The Austin Chronicle          | [ 4 ]           |
| Entertainment Weekly          | A+              |
| The Line of Best Fit          | 10/10           |
| Pitchfork                     | 9.5/10          |
| PopMatters                    | 9/10            |
| Q                             | [ 9 ]           |
| The Rolling Stone Album Guide | [ 10 ]          |
| Spin Alternative Record Guide | 8/10            |
| The Village Voice             | B+              |

Альбом был высоко оценён музыкальными критиками, получив положительные отзывы от таких изданий, как The New York Times. Несмотря на положительный приём, из-за более шумного звука альбом считался менее редиоформатным, чем предыдущие записи Mission of Burma. Музыкальный обозреватель The Village Voice Роберт Кристгау, первоначально поставивший альбому оценку «B+», позже отметил, что ему следовало поставить «A-».
В ретроспективном обзоре для AllMusic Марк Деминг высказал мнение, что в альбоме Vs. Mission of Burma предстала «зрелой группой, чьё звучание было таким же самобытным, как и у любого из её поколения. […] Страшно представить, насколько далеко Mission of Burma могли бы зайти в музыкальном плане, если бы проблемы со слухом Роджера Миллера не привели к её распаду, годом позже, но, несмотря на потерянный потенциал, очень немногие американские группы 1980-х выпустили альбомы, столь же амбициозные или мощные, как Vs».

## Наследие
Альбом занял 49-е место в списке Pitchfork «100 лучших альбомов 1980-х». В 2016 году журнал Rolling Stone присудил альбому 25-е место списка «40 величайших панк-альбомов».

## Список композиций
Слова и музыка всех песен — написаны Роджером Миллером, за исключением отмеченных.
| №  | Название    | Автор(ы)       | Длительность |
| -- | ----------- | -------------- | ------------ |
| 1. | «Secrets»   |                | 3:22         |
| 2. | «Train»     | Клинт Конли    | 3:31         |
| 3. | «Trem Two»  |                | 4:10         |
| 4. | «New Nails» |                | 3:00         |
| 5. | «Dead Pool» | Конли          | 4:05         |
| 6. | «Learn How» | Питер Прескотт | 3:56         |

| №  | Название                               | Автор(ы)              | Длительность |
| -- | -------------------------------------- | --------------------- | ------------ |
| 1. | «Mica»                                 | Конли, Холли Андерсон | 3:34         |
| 2. | «Weatherbox»                           |                       | 3:29         |
| 3. | «The Ballad of Johnny Burma»           |                       | 2:00         |
| 4. | «Einstein's Day»                       |                       | 4:34         |
| 5. | «Fun World»                            |                       | 3:40         |
| 6. | «That's How I Escaped My Certain Fate» | Конли                 | 2:04         |

| №   | Название               | Автор(ы) | Длительность |
| --- | ---------------------- | -------- | ------------ |
| 13. | «Forget»               |          | 2:59         |
| 14. | «OK/No Way»            | Конли    | 1:58         |
| 15. | «Laugh the World Away» |          | 3:54         |
| 16. | «Progress»             | Конли    | 3:06         |

Примечание
- CD-переиздание лейбла Matador Records — Definitive Edition — содержит те же бонус-треки, но они расположены в другом порядке: «Laugh the World Away», «Forget», Progress, «OK/No Way».

## Участники записи
| Mission of Burma - Мартин Своуп — операции с аудиоплёнкой, перкуссия, дизайн обложки и буклета - Клинт Конли — бас-гитара, вокал, перкуссия, дизайн обложки и буклета - Роджер Миллер — гитара, вокал, фортепиано, труба, перкуссия, дизайн обложки и буклета - Питер Прескотт — ударные, вокал, перкуссия, дизайн обложки и буклета | Технический персонал - Ричард В. Харт — продюсер - Джон Киль — звукорежиссёр - Холли Андерсон — дизайн обложки и буклета - Дайан Бергамаско — фотография на обложке |  |